# ルキアノス

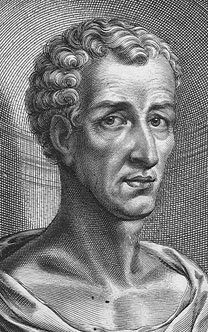
ルキアノス（17世紀の銅版画）

ルキアノス（サモサタのルキアノス、ルーキアーノス、古希: Λουκιανὸς, Loukianos, 羅: Lucianus, 英語: Lucian of Samosata、120年ないし125年頃 - 180年以後）は、ローマ帝国期にギリシャ語で執筆したアッシリア人の風刺作家。『本当の話』『嘘好き』など多くの著作が伝わる。

## 生涯
ルキアノスはシリアのサモサタ（現在のトルコのアドゥヤマン県サムサット）で生まれ、アテナイで没した。父親の職業は不明だが、祖父と叔父が石工であり、ルキアノスを叔父の徒弟にしようとしていた。若き日は哲学、弁論、医学など様々な分野種々の流派の学問を聴講し勉学を積んだが、やがて弁論の虜になる（後年、弁論による興行的な活動にも従事している）。シリア属州生まれゆえの「夷狄訛り」を克服し、ギリシャ語と弁論術を習得して弁論家として一本立ちする。アテナイで弁論家及び弁護士として活躍もしていた他、一時アンティオキアで弁護士の仕事もしていたと伝えられている。イタリアや大西洋岸ガリアなどへ旅行し、彼の地にて誇示的な演説を披露し、成功を収めてさえいる。また、ガリアに一時的に居住していたともされる。
彼は80以上の作品の著者とみなされているが、それら全てを著わしたわけではないと考えられる。最も知られている著作としては『神々の対話』と『死者の対話』があげられる。
風刺作品に『ペレグリーノスの昇天』があるが、この作品では主人公のペレグリーノスがキリスト教徒たちの寛大さとだまされやすさにつけ込むという話が展開されている。これは非キリスト教徒から見たキリスト教をとらえた書物で現在残っている初期のものの一つである。
また、『本当の話』という作品では、月への旅行譚を書いており、しばしば最古のSFの一つとして言及される。

## 影響
- 詩『嘘好き Philopseudes』に基づきゲーテがバラッド『魔法使いの弟子 Der Zauberlehrling』を書いた。そのフランス語訳に基づき、デュカスが交響的スケルツォ『魔法使いの弟子』を作曲した。

## 日本語訳
旧訳（呉茂一、山田潤二、高津春繁訳）
- 『本當の話』（『ティモン』『哲學諸派の賣立』『漁師』を併録）、呉茂一、山田潤二訳（養徳社、1946年）NDLJP:1708982
  - 旧版『ルキアノス短篇集　第1巻』（筑摩書房、1943年）NDLJP:1132924
- 『ペレグリーノスの昇天』（『嘘好き 又は懐疑者』『偽預言者アレクサンドロス』を併録）、高津春繁訳（東京堂、1947年）NDLJP:1696784
- 『神々の対話 他6編』、呉茂一、山田潤二訳（岩波文庫、1953年）NDLJP:1691728
- 『遊女の対話 他3編』（『ペレグリーノスの昇天』を収録）、高津春繁訳（岩波文庫、1961年）NDLJP:1697133
- 『本当の話　ルキアノス短篇集』（全10篇を収録）、呉茂一、山田潤二、高津春繁訳（ちくま文庫、1989年）国立国会図書館書誌ID:000002007007
  - 元版は筑摩書房「世界文学大系 64  古代文学集」、1961年 国立国会図書館書誌ID:000000930678

新訳（内田次信訳、西洋古典叢書など）
- 『ルキアノス選集』、内田次信訳（国文社〈叢書アレクサンドリア図書館〉、1999年）
  - 「パラリス 1・2」「蝿の讃美」「弁論教師」「哀悼について」「船または願い事」「ゼウス論破さる」「逃亡者たち」「饗宴またはラピテス族」「デモナクスの生涯」「ヘシオドスとの対話」「シリアの女神について」「死者の対話集」「ニグリノス」「アナカルシスまたは体育について」「琥珀または白鳥について」「ゼウクシスまたはアンティオコス」「きみは言葉によるプロメテウスだと評した人に」「弁明」「夢について、またはルキアノスの経歴」「異性愛と少年愛」
- 『ルキアノス全集』（京都大学学術出版会〈西洋古典叢書〉、2013年～）全8巻予定[2]。下記のみ刊
  - 第3巻『食客』丹下和彦訳（2014年）
    - 「カロン」「哲学諸派の競売」「甦って来た哲学者」「二重に訴えられて」「供犠について」「無学なくせにやたらと本を買い込む輩に」「夢またはルキアノス小伝」「食客」「嘘好き人間」

  - 第4巻『偽預言者アレクサンドロス』内田次信・戸高和弘・渡辺浩司訳（2013年）
    - 「女神たちの審判」「お傭い教師」「アナカルシス」「メニッポスまたは死霊の教え」「ルキオスまたはロバ」「哀悼について」「弁論教師」「偽預言者アレクサンドロス」「肖像」

  - 第6巻『ペレグリノスの最期』内田次信・戸高和弘訳（2023年）
    - 「ペレグリノスの最期」「逃亡者たち」「トクサリスまたは友情」「デモステネス讃美」「歴史はいかに書くべきか」「ディプサデス」「クロノスとの対話──サトゥルナリア」「ヘロドトスまたはアエティオン」「ゼウクシスまたはアンティオコス」「あいさつでの失敗について」「弁明」「ハルモニデス」「ヘシオドスとの対話」「スキュティア人またはプロクセノス」

  - 第8巻『遊女たちの対話』内田次信・西井奨訳（2021年）
    - 「海の神々の対話」「神々の対話」「遊女たちの対話」「愛国者または弟子」「カリデモスまたは美について」「ネロ」「エピグラム」
- 「ヘラクレス（ケルトの老英雄）」内田次信訳（大阪大学出版会『ヘラクレスは繰り返し現われる 夢と不安のギリシア神話』所収、2014年）